# Lady of the Bedchamber

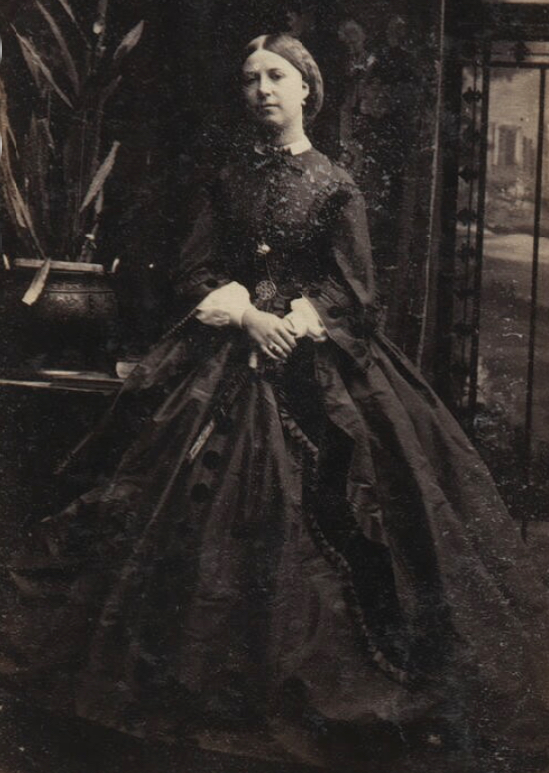
Lady Agneta Harriet Montaigu (née Yorke) fut la Dame de chambre de la princesse Helena du Royaume-Uni. Portrait par Camille Silvy en 1861.

La Lady of the Bedchamber (littéralement « Dame de la Chambre ») est la dame de compagnie qui accompagne la reine régnante ou consort à la cour britannique. C'est une fonction distincte de la Maîtresse de la garde-robe, qui désigne l'aînée des dames de compagnies de la reine. Elle est aussi à distinguer de la Woman of the Bedchamber qui reste en permanence auprès de la reine. La Lady of the Bedchamber occupe des fonctions ponctuelles.

## ÉlisabethIre(1533-1603)
- 1558-1565 : Kat Ashsley
- 1558-1592 : Frances Newton, baronne Cobham
- 1559-1569 : Catherine Carey
- 1568-1599 : Elizabeth Stafford

## Anne de Danemark(1574-1619)
- 1603-1605 : Penelope Rich
- 1603-1607 : Anne Livingstone, comtesse d'Eglinton
- 1603-1617 : Jean Ker, comtesse de Roxburghe

- 1603-1619 : Lucy Russell, comtesse de Bedford
- 1604-1609 : Bridget Markham
- 1604-1618 : Mary Middlemore
- 1607-1609 : Cecily Bulstrode

## Henriette-Marie de France[1](1609-1669)
- 1625-1626 : Elizabeth Conquest
- 1626-1649 : Lucy Hay

## Catherine de Bragance(1638-1705)
- 1663-1667 : Katherine Stanhope, comtesse de Chesterfield
- 1663-1673 : Barbara Palmer
- 1663-1681 : Barbara Howard, comtesse de Suffolk
- 1663-1688 : Mary Villiers, duchesse de Buckingham
- 1663-1688 : Jane Granville, comtesse de Bath

## Marie de Modène(1658-1718)
- 1673-1691 : Elizabeth Herbert, marquise de Powis

## Marie II d'Angleterre(1662-1694)
- 1689-1691 : Mary Sackville, comtesse de Dorset

## Anne de Grande-Bretagne(1665-1714)
- 1702 : Mary Butler, duchesse d'Ormonde
- 1702 : Juliana Boyle, comtesse de Burlington
- 1702-1705 : Anne Venables-Bertie, comtesse d'Abingdon

- 1702-1710 : Elizabeth Seymour, duchesse de Somerset
- 1702 - 1712: Anne Spencer
- 1704-1714 : Abigail Masham

- 1712-1714 : Anne Venables-Bertie, comtesse d'Abingdon
- 1712-1714 : Catharine Hyde

## Caroline d'Ansbach[2],[3](1683-1737)
- 1714-1717 : Louisa Berkeley, comtesse de Berkeley
- 1714 -1717 : Henrietta Paulet, duchesse de Bolton
- 1714-1717 : Mary Montagu, duchesse de Montagu
- 1714-1724 : Mary Cowper, comtesse Cowper
- 1714-1726 : Adelhida Talbot, duchesse de Shrewsbury
- 1714-1737 : Elizabeth Sackville, duchesse de Dorset
- 1717 : Elizabeth Seymour, vicomtesse Hinchingbrooke
- 1718-1720 : Anne Scott, comtesse de Deloraine
- 1718-1721 : Barbara Slingsby, comtesse de Pembroke
- 1718-1724 : Henrietta d'Auverquerque, comtesse de Grantham
- 1718-1737 : Elizabeth Hervey, comtesse de Bristol
- 1722-1724 : Jane Hyde, comtesse d'Essex
- 1724-1737 : Frances Seymour, duchesse de Somerset
- 1724-1737 : Sarah Lennox, duchesse de Richmond
- 1725-1737 : Anne Lennox, comtesse d'Albemarle
- 1725-1737 : Henrietta Louisa Fermor, comtesse de Pomfret
- 1726 : Diana de Vere
- 1727-1737 : Dorothy Savile Boyle, comtesse de Burlington et de Cork

## Augusta de Saxe-Gotha-Altenbourg[4](1719-1772)
- 1736 : Anne Howard, comtesse d'Effingham
- 1736-1739 : Charlotte Byng, vicomtesse Torrington
- 1736-1764 : Anne Ingram, vicomtesse Irvine
- 1737-1772 : Charlotte Edwyn
- 1742-1759 : Charlotte Byng, vicomtesse Torrington
- 1743-1772 : Frances Lumley-Saunderson, comtesse de Scarbrough
- 1743-1772 : Maria Howe, vicomtesse Howe
- 1745-1772 : Elizabeth Berkeley, comtesse Berkeley

## Charlotte de Mecklembourg-Strelitz[5](1744-1818)
- 1761-1768 : Diana St John, vicomtesse Bolingbroke
- 1761-1770 : Elizabeth Seymour
- 1761-1784 : Elizabeth Gunning
- 1761-1791 : Elizabeth Howard, comtesse d'Effingham
- 1761-1793 : Elizabeth Thynne, vicomtesse de Weymouth
- 1761-1794 : Alicia Wyndham, comtesse d'Egremont
- 1768-1782 : Isabella FitzRoy
- 1770-1801 : Mary Darcy, comtesse de Holderness
- 1783-1818 : Elizabeth Spencer
- 1784-1818 : Elizabeth Harcourt, comtesse Harcourt
- 1791-1818 : Elizabeth Townshend, vicomtesse Sydney
- 1793-1807 : Elizabeth Brudenell, comtesse de Cardigan
- 1794-1818 : Jane Stanhope, comtesse de Harrington
- 1801-1818 : Mary Parker, comtesse de Macclesfield
- 1807-1813 : Henrietta Stanhope, comtesse de Chesterfield
- 1813-1818 : Anne Dundas, vicomtesse Melville

## Caroline de Brunswick(1768-1821)
- 1795-1796 : Frances Villiers
- 1795-1802 : Georgiana Cholmondeley, marquise de Cholmondeley
- 1795-1821 : Elizabeth Herbert, comtesse de Carnavon
- 1808-1817 : Charlotte Lindsay
- 1809-1813 : Anne Hamilton
- 1809-1821 : Charlotte Campbell
- 1820-1821 : Anne Hamilton

## Adélaïde de Saxe-Meiningen[6](1792-1859)
- 1830-1834 : Anna Loftus, marquise de Ely
- 1830-1837 : Emily Nugent, marquise de Westmeath
- 1830-1837 : Arabella Bourke, comtesse de Mayo
- 1830-1837 : Emma Brownlow, comtesse Brownlow
- 1830-1837 : Harriet Clinton
- 1830-1837 : Marianne Wellesley, comtesse de Mornington
- 1833-1836 : Harriet Howe, comtesse Howe
- 1836-1837 : Harriet Baker-Holroyd, comtesse de Sheffield

## Victoria[7](1819-1901)
- 1837-1838 : Louisa Petty-FitzMaurice, marquise de Lansdowne
- 1837-1838 : Louisa Lambton, comtesse de Durham
- 1837-1841 : Maria Phipps, marquise de Normanby
- 1837-1841 : Anna Russell, duchesse de Bedford
- 1837-1842 : Sarah Lyttelton, baronne Lyttelton
- 1837-1842 : Frances Noel, comtesse de Gainsborough
- 1837-1851 : Emma Portman, baronne Portman
- 1837-1854 : Anne Caulfield, comtesse de Charlemont
- 1838-1840 : Blanche Howard
- 1839 : Elizabeth Campbell, marquise de Breadalbane
- 1839-1842 : Mary Montagu, comtesse de Sandwich
- 1840-1854 : Carolina Edgcumbe, comtesse de Mount Edgcumbe
- 1841-1845 : Catherine Murray, comtesse de Dunmore
- 1841-1867 : Frances Jocelyn, vicomtesse Jocelyn
- 1842 : Susan Broun-Ramsay, marquise de Dalhousie
- 1842-1843 : Charlotte Fitzalan-Howard, duchesse de Norfolk
- 1842-1855 : Charlotte Canning, comtesse Canning
- 1843-1858 : Elizabeth Wellesley, duchesse de Wellington
- 1845-1864 : Elizabeth Cuffe, comtesse de Desart
- 1851-1889 : Jane Loftus, marquise de Ely
- 1854-1897 : Anne Murray, duchesse d'Atholl
- 1854-1900 : Jane Spencer, baronne Churchill
- 1855-1863 : Maria Bosville-Macdonald, baronne Macdonald
- 1858-1878 : Jane Alexander, comtesse de Caledon
- 1863-1865 : Carolina Edgcumbe, comtesse de Mount Edgcumbe
- 1864-1890 : Elizabeth Cavendish, baronne Waterpark
- 1865-1895 : Susanna Innes-Ker, duchesse de Roxburghe
- 1867-1872 : Eliza Agar-Ellis, vicomtesse Clifden
- 1872-1874 : Blanche Bourke, comtesse de Mayo
- 1873-1901 : Eliza Hay, comtesse de Erroll
- 1874-1885 : Julia Abercromby, baronne Abercromby
- 1878-1901 : Ismania FitzRoy, baronne Southampton
- 1885-1901 : Emily Russell, baronne Ampthill
- 1889-1901 : Cecilia Dawnay, vicomtesse Downe
- 1890-1901 : Louisa McDonnell, comtesse d'Antrim
- 1897-1901 : Anne Innes-Ker, duchesse de Roxburghe

## Alexandra de Danemark(1844-1925)
- 1863-1866 : Henrietta Robinson, comtesse de Grey
- 1863-1873 : Fanny Osborne, marquise de Carmathen
- 1863-1901 : Helen Douglas, comtesse de Morton
- 1863-1901 : Mary Parker, comtesse de Macclesfield
- 1873-1911 : Cecilia Harbord, baronne Suffield
- 1895-1905 : Edith Villiers, comtesse de Lytton
- 1900-1910 : Alice Stanley, comtesse de Derby
- 1901-1907 : Alice Douglas, comtesse de Morton
- 1901-1910 : Louisa McDonnell, comtesse d'Antrim
- 1901-1925 : Louisa Acheson, comtesse de Gosford
- 1905-1910 : Maud Petty-FitzMaurice, marquise de Lansdowne
- 1907-1910 : Cecily Gascoyne-Cecil, marquise de Salisbury
- 1910-1914 : Winifred Hardinge, baronne Hardinge de Penshurst
- 1911-1925 : Cecilia Carington, marquise de Lincolnshire

## Mary de Teck(1867-1953)
- 1901-1902 : Ida Bridgeman, comtesse de Bradford
- 1901-1910 : Mabell Ogilvy, comtesse de Airlie
- 1902-1910 : Mary Cochrane-Baillie, baronne Lamington
- 1906-1913 : Constance Ashley-Cooper, comtesse de Shaftesbury
- 1910-1927 : Lady Mary Forbes-Trefusis
- 1911-1916 : Ettie Grenfell, baronne Desborough
- 1911-1936 : Mary Elliot-Murray-Kynynmound, comtesse de Minto
- 1911-1953 : Margaret Russell, baronne Ampthill
- 1913-1924 : Emily Fortescue, comtesse Fortescue
- 1916-1953 : Mabell Ogilvy, comtesse de Airlie
- 1924-1936 : Ettie Grenfell, baronne Desborough

## Elizabeth Bowes-Lyon(1900-2002)
- 1937-1941 : Dorothy Wood, vicomtesse Halifax
- 1937-1947 : Mary Wilson, baronne Nunburnholme
- 1937-1972 : Cynthia Elinor Beatrix Hamilton
- 1937-1994 : Patricia Smith, vicomtesse Hambleden
- 1941-1967 : Beatrice Ormsby-Gore, baronne Harlech
- 1947-1979 : Katharine Lumley, comtesse de Scarbrough
- 1973-2002 : Elizabeth Beckett, baronne Grimthorpe
- 1994-2002 : Elizabeth Lumley, comtesse de Scarbrough

## Élisabeth II(1926-2022)
- 1953-1966 : Fortune FitzRoy, duchesse de Grafton
- 1953-1973 : Elizabeth Coke, comtesse de Leicester
- 1960-1987 : Patricia Nevill, marquise d'Abergavenny (extra)
- 1967-2017 : Sonia Fairfax, Lady Fairfax de Cameron (temporaire)
- 1971-1993 : Esmé Baring, comtesse de Cromer (extra)
- 1973-2022 : Virginia Ogilvy, comtesse de Airlie
- 1987-2005 : Patricia Nevill, marquise d'Abergavenny (extra)
- 1987-2021 : Diana Maxwell, baronne Farnham
- 1987-2022 : Richenda Elton, baronne Elton